# Eigenmannia
Eigenmannia is een geslacht van straalvinnige vissen uit de familie van de Amerikaanse mesalen (Sternopygidae).

## Soorten
- Eigenmannia antonioi Peixoto, Dutra & Wosiacki, 2015
- Eigenmannia besouro Peixoto & Wosiacki, 2016
- Eigenmannia desantanai Peixoto, Dutra & Wosiacki, 2015
- Eigenmannia goajira Schultz, 1949
- Eigenmannia guairaca Peixoto, Dutra & Wosiacki, 2015
- Eigenmannia humboldtii (Steindachner, 1878)
- Eigenmannia limbata (Schreiner & Miranda Ribeiro, 1903)
- Eigenmannia macrops (Boulenger, 1897)
- Eigenmannia matintapereira Peixoto, Dutra & Wosiacki, 2015
- Eigenmannia meeki Dutra, de Santana & Wosiacki, 2017
- Eigenmannia microstoma (Reinhardt, 1852)
- Eigenmannia muirapinima Peixoto, Dutra & Wosiacki, 2015
- Eigenmannia nigra Mago-Leccia, 1994
- Eigenmannia pavulagem Peixoto, Dutra & Wosiacki, 2015
- Eigenmannia sayona Peixoto & Waltz, 2017
- Eigenmannia trilineata López & Castello, 1966
- Eigenmannia vicentespelaea Triques, 1996
- Eigenmannia virescens (Valenciennes, 1878) – Groene mesvis
- Eigenmannia waiwai Peixoto, Dutra & Wosiacki, 2015